# 桐壺帝
桐壺帝/桐壺院（きりつぼてい・きりつぼのみかど／きりつぼいん）は、『源氏物語』に登場する一番目の帝（在位「桐壺」～「花宴」）。架空の人物。左大臣の妻である三条の大宮と同腹。桐壺更衣を寵愛したため「桐壺帝」と呼ばれる。『源氏物語』の主人公光源氏の父親である。理想的帝王として描写され、醍醐天皇がモデルとされる。
他の有力な妃を差し置いて桐壺更衣を偏愛し、やがて源氏が誕生するが、更衣はその心労が祟って病死する。悲しみに暮れる桐壺帝を見かねた周囲の勧めにより、亡き桐壺更衣に瓜二つである藤壺（先帝の第四皇女）を入内させて寵愛し、第十皇子（後の冷泉帝）を産んだのを機に中宮に据えた。なお冷泉帝は、実は光源氏と藤壺との不義の子であるが、桐壺帝がそのことを知っていたかどうかは作中では語られない。「賢木」で病が重くなり、源氏23歳の年に崩御。「明石」で亡霊として現れ、源氏の苦難を救う。

## 后妃
- 弘徽殿女御（弘徽殿太后）…右大臣の娘。東宮（後の朱雀帝）の母。
- 桐壺更衣…按察大納言の娘。桐壺に住まい、桐壺帝の寵愛を受ける。光源氏の母。
- 藤壺中宮…先帝の四宮（第四皇女）。桐壺更衣亡き後、入内。冷泉帝の母。
- 麗景殿女御…花散里の姉。帝崩御後、姉妹共に光源氏の庇護を受ける。
- 承香殿女御…四の宮の母。「紅葉賀」に名が見える。
- 女御…宇治八の宮の母。大臣の娘。
- 後涼殿更衣…「桐壺」に名が見える。桐壺更衣のために局を移された。

## 皇子女
- 第一皇子…朱雀帝
- 第二皇子…光源氏
- 第四皇子…四の宮。「紅葉賀」に名が見える。
- 第八皇子…宇治八の宮。東宮時代の冷泉帝を廃しようとする陰謀に巻き込まれ隠棲。宇治十帖にのみ登場する。宇治の大君、中君、浮舟の父。
- 第十皇子…冷泉帝（実父は光源氏）
- 第?皇子…蛍兵部卿宮。光源氏の養女玉鬘に思いを寄せる。女三宮の婿候補にも挙がる。「絵合」「梅枝」では判者を務めるなど、風流人。
- 第?皇子…帥宮（蛍兵部卿宮とは別人）。「蛍」に名が見える。
- 第?皇子…蜻蛉式部卿宮。「蜻蛉」に名が見える。
- 第一皇女…女一宮。一品宮。母・弘徽殿女御。
- 第三皇女…女三宮。斎院。母・弘徽殿女御。

## 兄弟
- 前坊…前の東宮。桐壺帝と同腹[要出典]。妃は六条御息所。
- 桃園式部卿宮…朝顔の姫君の父。
- 大宮…女三の宮。桐壺帝と同腹。左大臣の北の方。
- 女五の宮…朝顔の姫君と同居。